# St. Clairsville (Ohio)
St. Clairsville ist eine City im Belmont County, Ohio, Vereinigte Staaten. Sie ist statistisch ein Teil des Metropolbereichs von Wheeling (West Virginia) und der Bezirksamtsitz (County Seat) von Belmont County. Das U.S. Census Bureau ermittelte bei der Volkszählung 2020 eine Einwohnerzahl von 5096.

## Geographie
St. Clairsville liegt etwa 105 Kilometer westlich von Pittsburgh und 195 Kilometer östlich von Columbus. Der Ohio River liegt etwa 20 km östlich der Stadt und ist über die Interstate 70 zwischen Columbus und Pittsburgh schnell zu erreichen, die südlich der Stadt vorbeiführt und den Ohio River bei Wheeling überquert. Weitere wichtige Straßen sind die U.S. 40 und die Ohio Route 9, die sich in St. Clairsville kreuzen. Die Stadt besitzt mit dem Alderman Airport einen Flugplatz, ein weiterer von hier erreichbarer Flugplatz ist der Bradfield Airport in Barnesville.
St. Clairsville besitzt mehrere Schulen, hier befinden sich darüber hinaus das Belmont Technical College und der Eastern Campus der Ohio University.
In der Nähe von St. Clairsville findet alljährlich das Jamboree in the Hills statt, eines der größten Countryfestivals der Staaten. Die viertägige Veranstaltung zieht jedes Jahr über 100.000 Besucher an.

## Bevölkerung
Bei der Volkszählung 2000 betrug die Bevölkerungszahl 5057 Einwohner. Fast 95 % der Bevölkerung waren Weiße, 3 % Afroamerikaner und etwas mehr als 1 % Asiaten, der verbleibende Anteil gehörte verschiedenen Volksgruppen an. Das Pro-Kopf-Einkommen betrug 23.416 US-Dollar, etwas weniger als 7 % der Bevölkerung lebten unterhalb der Armutsgrenze.

## Geschichte
1796 gründete David Newell in Belmont County eine Ansiedlung auf einer Hügelkuppe, die Newellstown genannt wurde. 1803 wurde Newellstown nach Arthur St. Clair, der General im Unabhängigkeitskrieg und Präsident des Kontinentalkongresses gewesen war, in St. Clairsville umbenannt.
St. Clair hatte Belmont County am 7. September 1801 gegründet.

## Söhne und Töchter der Stadt
- George W. Thompson (1806–1888), Jurist und Politiker
- John J. Lentz (1856–1931), Politiker